# Filler
Filler (literalmente "enchimento"), embora o uso em inglês não se limite a tal, é um termo usado pela comunidade de fãs de anime lusófonos para denominar episódios ou arcos inteiros de uma série de anime cujo enredo não se baseia no mangá do qual a série foi adaptada. Fillers não ocorrem em séries originais de anime, apenas naquelas de um mangá, light novel, ou outra fonte de conteúdo. Geralmente são produzidos para impedir que a série de TV alcance as publicações atuais de sua fonte de conteúdo, que é geralmente mais lenta, evitando assim paralisações. Isso permite que a franquia possa continuar sendo explorada comercialmente, mantendo sua popularidade mesmo sob críticas pelo uso de fillers.
A produção dos fillers abrange várias maneiras:
- Criar uma saga filler completa entre duas sagas do mangá, tendo uma história e personagens prévios;
- Deixar o anime parecido com um seriado estadunidense, criando pequenos arcos na história.
- Elaborar um "flashback-filler", na forma de um ou mais episódios que não apresentam nenhum desenvolvimento do enredo, sendo apenas uma recapitulação dos eventos ocorridos nos episódios anteriores, seja na forma de narração ou na forma de memórias das personagens.
- Prolongar por diversos episódios uma determinada batalha, viagem ou diálogo.

O uso de fillers não é bem visto por fãs. Por causa disso, produtoras de anime tendem a evitar o uso de fillers, fazendo uso de outras técnicas para adaptar o conteúdo original ainda em publicação. Uma dessas técnicas, no caso de Hajime no Ippo, é a adaptação do mangá em várias partes, cada uma cobrindo um trecho já terminado da história. Isso pode ser através de múltiplas temporadas, filmes ou OVAs. Outra técnica, como a utilizada no anime Fullmetal Alchemist, é a criação de um final com conteúdo original para o anime, talvez diferente do final do mangá que ainda não foi terminado. Essa técnica é diferente do uso de fillers, já que os episódios originais não são utilizados para ganhar tempo até os próximos capítulos do mangá, mas sim para finalizar o anime. Como o final do anime não se torna uma adaptação fiel do final do mangá, uma nova adaptação pode ir ao ar com esses episódios propriamente adaptados da fonte. Esse foi o caso de Full Metal Alchemist: Brotherhood.
Fillers não estão restritos a animes, podendo ocorrer como capítulos de mangás sendo adaptados de animes ou outras fontes.

## Exemplos
Os episódios filler de algumas séries de anime são:
- Dragon Ball: Episódios 29-33, 42, 45, 79-83, 127-132, 149-153[2]
- Dragon Ball Z: Episódios 7, 9-17, 20, 39-44, 102, 108-117, 124-125, 170-171, 174, 195-199, 202-204, 274, 288.[3]
- One Piece: Episódios 54-60, 93, 98-99, 101-102, 131-143, 196-206, 213-216, 220-226, 279-283, 291-292, 303, 317-319, 326-336, 382-384, 406-407, 426-429, 457-458, 492, 497-499, 506, 542, 575-578, 590, 626-628, 653, 737, 747-750.[4]
- Naruto: Episódios 26, 97, 99, 101-106, 136-219.[5]
- Naruto Shippuden: Episódios 57-70, 93-111, 144-150, 177, 183-196, 223-242, 257-260, 279-281, 290-295, 305, 307-320, 347-361, 394-413, 416, 427-451, 480-484 .[6]
- Bleach: Episódios 33, 50, 64-108, 128-137, 147-149, 168-189, 204-205, 213-214, 227-265, 287, 298-299, 303-305, 311-341, 355[7]
- Rurouni Kenshin: Episódios 13-18, 22, 25-27, 63-95.[8]
- Fairy Tail: Episódios 19, 49-50, 70-75, 125-150, 201, 204-226, 246, 256, 268.[9]
- Yu-Gi-Oh! Duel Monsters: Episódios 33, 41-45, 80, 98-121, 136, 144-198.[10]
- Saint Seiya: Episódios 16-22, 26, 33-34, 54, 63, 74-99.[carece de fontes?]
- Sailor Moon: Episódios 2-7, 9, 11-12, 15-18, 20-21, 26-32, 37-41, 43, 47-59, 62-67, 69-71, 78-80, 89, 94-100, 104, 107-108, 114, 116-118, 127, 129, 131-132, 134, 136-142, 144-147, 151-157, 159, 175-178, 183-186, 192.[11]
- InuYasha: Episódios 59, 63-65, 68, 72, 75-79, 89-101, 127-130, 133-140, 162-163.[12]
- Boruto: Naruto Next Generations: Episódios 16-17, 24, 33, 40-50, 52, 60, 67-92, 96-105.[13]

## Termos relacionados

### Semifiller
Semifiller ou Semi-filler é usado em animes e possui a mesma utilidade de Fillers, porém é constituído de uma parte original do mangá e uma parte inventada. Isso torna o anime mais longo e faz a história principal andar mais devagar.

### Filler canon
Filler canon são episódios que não estão presentes na série original (não há o conteúdo na obra original) e foram adicionados ao anime. Porém, esses episódios fillers são dirigidos pelo autor original, por isso, são chamados de filler canon. Um dos exemplos é o anime Bleach: ao chegar no episódio 230, o autor (Tite Kubo) percebeu que a animação estava muito próxima do mangá, e decidiu criar uma história apenas para o anime. O nome filler canon foi dado, pois essa "saga" é inexistente no mangá, porém, é escrita pelo próprio criador da série.